# 시어버터

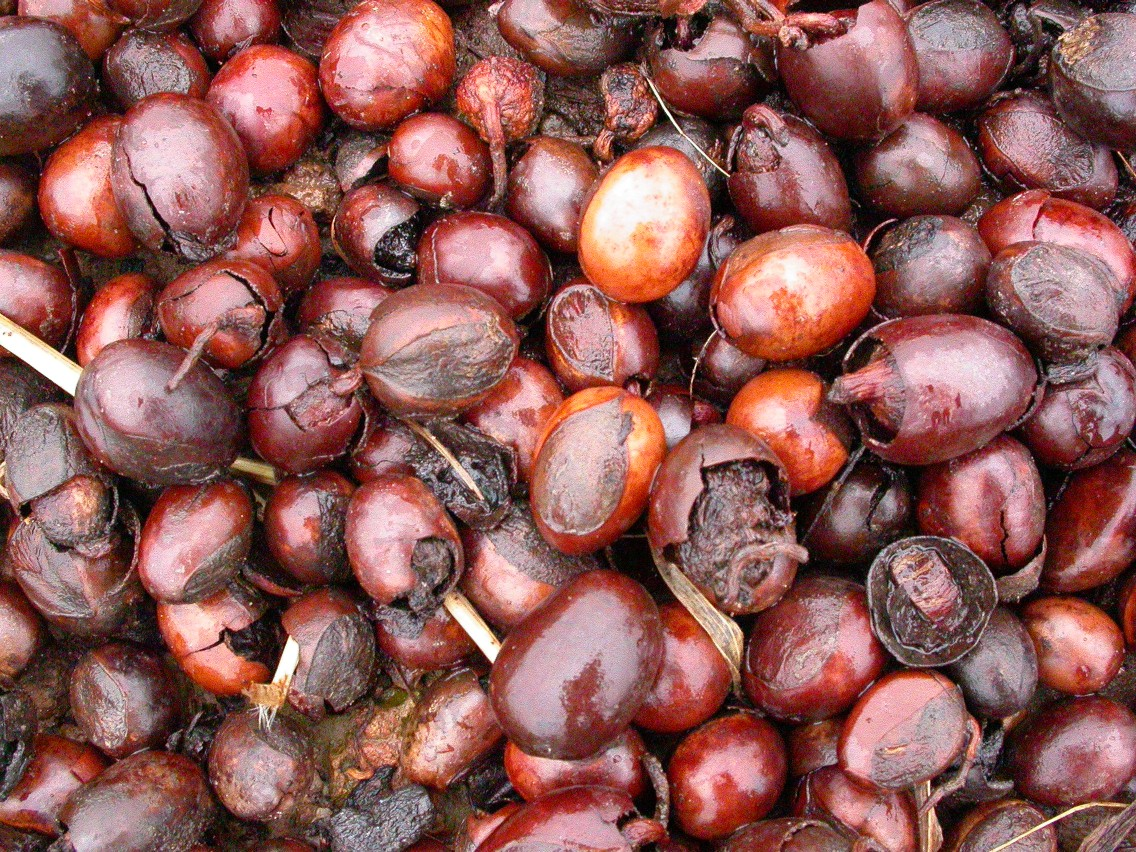
원료인 시어너트

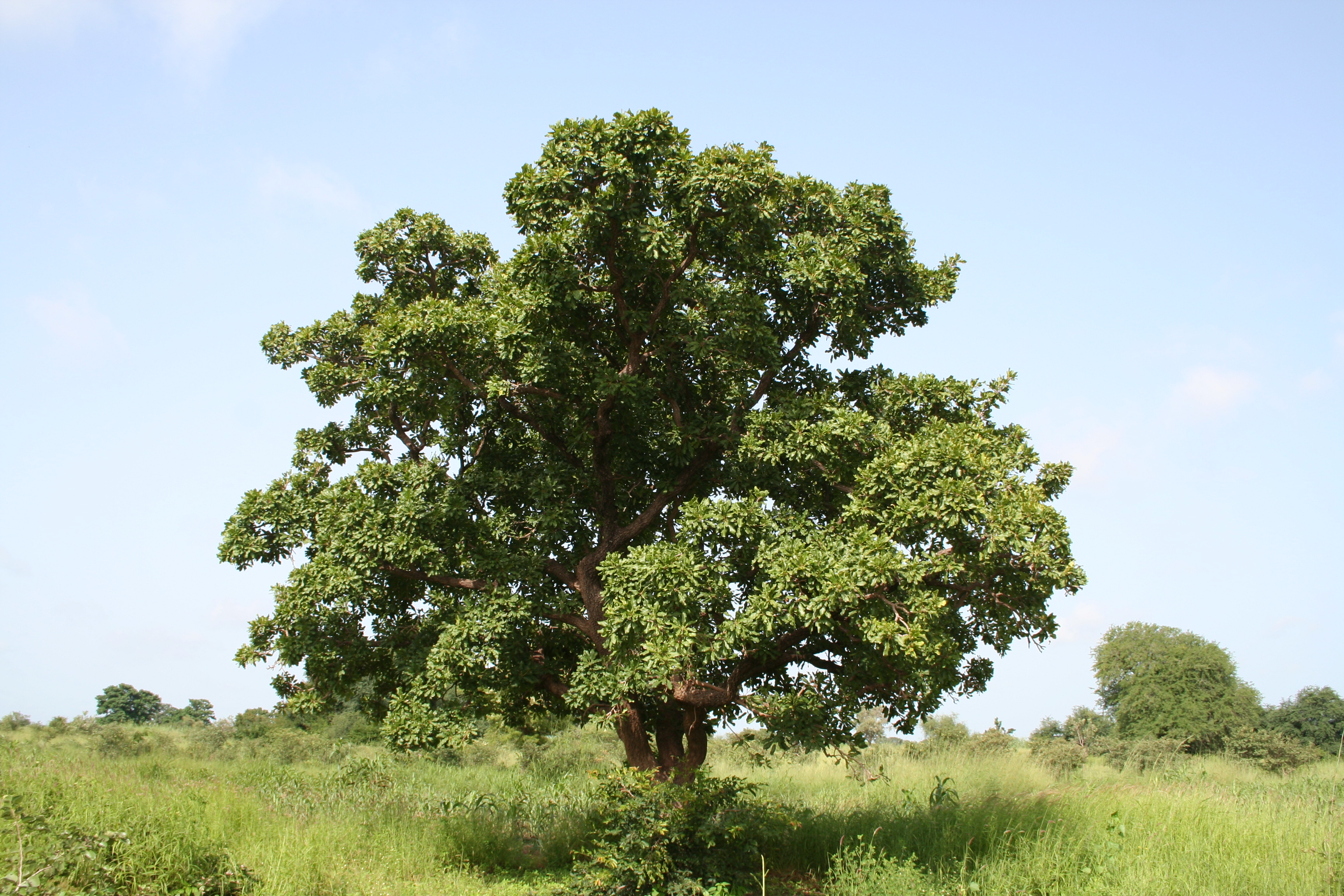
시어트리

시어버터는 주로 스테아릭 산과 올레익 산으로부터 얻어지는 트리글리세리드이다.

시어버터(영어: shea butter 셰이 버터, 시 버터[*])는 연노란색 색상의 지방산 추출물로, 아프리카에서 자라는 시어트리의 열매에서 추출된다.

## 종류

### 정제 시어버터
정제 시어버터(Refined Shea Butter)는 원료회사들이 주로 취급하는 시어버터로 헥산계열의 화학약품(벤젠, 페놀 등)으로 추출하여 정제한 제품을 말한다. 보습효과를 위해 주로 화장품 등에 첨가된다.

### 비정제 시어버터
비정제 시어버터(Unrefined Shea Butter)는 화학적인 방법 없이 추출되는 시어버터이다.
비정제 시어버터의 경우 불순물이 많이 있을 수 있으며 특유의 향과 알러지가 일어나는 경우가 있다.

## 추출
추출방법은 두 가지가 있다. 화학적인 방법(정제)과 비화학적인 방법(비정제)이다.

### 정제
정제 방식은 화학적인 추출방법이다. 주로 헥산 계열의 화학약품을 이용하여 씨앗을 통째로 녹여서 액체상태에서 형성되는 지방산만 추출하는 방법이다.

### 비정제
비정제 방식은 비화학적인 추출방법이다. 화학용제의 도움없이 씨앗을 재래식으로 갈고, 끓이고, 수분을 증발시켜 얻을 수 있다.

## 이용

### 화장품
비정제 시어버터는 아프리카에 부족이나 주민들이 통상 90도가 넘는 온도로 가열 하면서 시어버터를 추출하는 경우가 많아 불순물이 함유되어 있고 특유의 향과 색이있어 화장품 원료로 사용하지 않는다. 대신 시어버터 고유의 영양성분을 많이 함유하고 있다. 정제의 경우 화학적 과정을 거친 시어버터와 냉압착방식으로 여러번의 정제 과정을 거친 유기농 시어버터가 있다. 낮은 온도로 시어버터를 추출할 경우 고유의 영양성분을 파괴하지 않는다. 보습제로도 사용된다. 클레오파트라, 시바의 여왕 등이 사용했다는 기록이 있다.

### 식용
주로 카카오버터의 대용품으로 쓰인다. 초콜릿이나 쿠키 등에 첨가하면 상온에서의 질감을 보존하고 잘 녹지 않는다.

### 의료
원주민들은 이 시어버터를 선크림, 신생아 피부 보호용, 벌레 물린데 바르기도 한다. 시어버터의 단사슬 지방산이 가진 치료 효과를 이용하여 피부과용 연고, 아토피 치료제, 피부염 치료제로 쓰인다. 내복용 약품에도 첨가가 되는데, 류마티즘 치료제에 첨가된다.

## 같이 보기
- 땅콩버터
- 카카오버터
- 코코넛버터